# Pangkog Co
Pangkog Co (kinesiska: Bange Cuo, 班戈错) är en sjö i Kina. Den ligger i den autonoma regionen Tibet, i den sydvästra delen av landet, omkring 280 kilometer nordväst om regionhuvudstaden Lhasa. Pangkog Co ligger 4 527 meter över havet. Arean är 124 kvadratkilometer. Trakten runt Pangkog Co består i huvudsak av gräsmarker. Den sträcker sig 16,7 kilometer i nord-sydlig riktning, och 19,4 kilometer i öst-västlig riktning.